# 宮崎隆男
宮崎 隆男（みやざき たかお、1927年 - 2019年5月9日）は、日本のステージマネージャー。

## 人物
東京府出身。戦後まもなくGHQのチャペルコンサートから近衛管弦楽団、日本フィルハーモニー交響楽団、新日本フィルハーモニー交響楽団を経て初代サントリーホールステージマネージャーを務める。
その後紀尾井ホール（紀尾井シンフォニエッタ東京）、水戸室内管弦楽団においてもステージマネージャーを務め、2011年限りで現役を勇退。
日本のステージマネージャーの草分け的存在で、都内各ホール、各プロオーケストラに弟子がいる。

## 賞詞
- 新日鉄音楽賞特別賞（1991年）
- 第7回ニッセイ・バックステージ賞（2001年）

## 著書
- 「マエストロ、時間です」―サントリーホールステージマネージャー物語　ISBN 4-636-20986-9　ヤマハミュージックメディア　2001年10月